# Frunze, Sakî
Frunze (în ucraineană Фрунзе) este o comună în raionul Sakî, Republica Autonomă Crimeea, Ucraina, formată numai din satul de reședință.

## Demografie
Componența lingvistică a comunei Frunze
     Rusă (82,88%)
     Ucraineană (14,74%)
     Alte limbi (1,25%)
Conform recensământului din 2001, majoritatea populației comunei Frunze era vorbitoare de rusă (82,88%), existând în minoritate și vorbitori de ucraineană (14,74%).